# Mariä Himmelfahrt (Oberglaim)

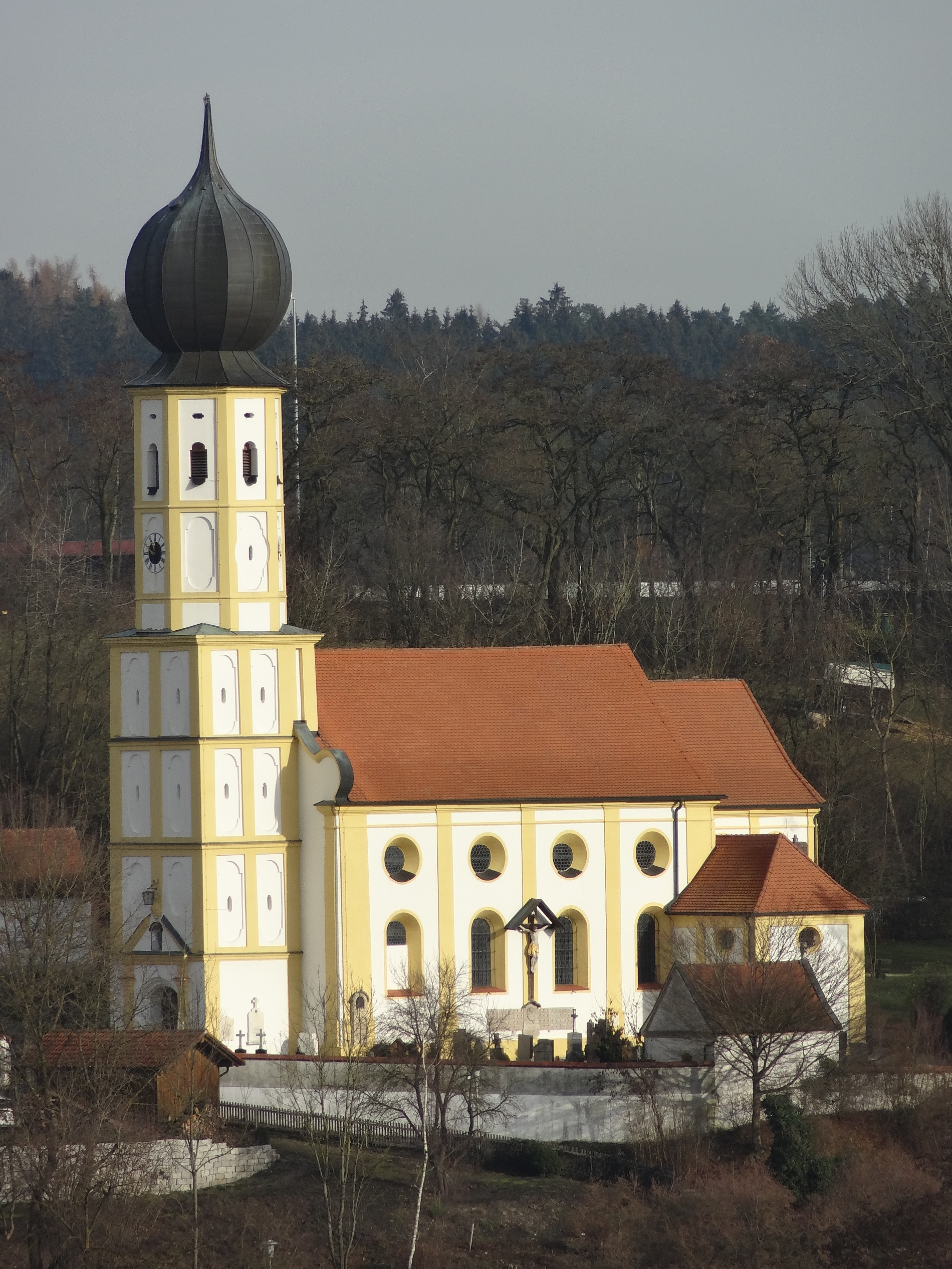
Außenansicht der Pfarrkirche Mariä Himmelfahrt von Südwesten

Die römisch-katholische Pfarrkirche Mariä Himmelfahrt in Oberglaim, einem Gemeindeteil des Marktes Ergolding im niederbayerischen Landkreis Landshut, ist eine barocke Saalkirche mit Zwiebelturm, die in den Jahren 1694 bis 1697 nach den Plänen des Pfeffenhausener Maurermeisters Hans Widtmann anstelle eines mittelalterlichen Vorgängerbaus errichtet wurde.
Das Gotteshaus mit dem Patrozinium Mariä Himmelfahrt (15. August) ist als Baudenkmal mit der Nummer D-2-74-126-16 beim Bayerischen Landesamt für Denkmalpflege eingetragen. Die rund 700 Katholiken (Stand 2020) umfassende Pfarrei Mariä Himmelfahrt in Oberglaim, zu der auch die Filialkirche St. Pankratius in Unterglaim gehört, ist seit 1994 Teil der Pfarreiengemeinschaft Ergolding–Oberglaim. Bis 1993 war stets ein eigener Seelsorger für Oberglaim zuständig gewesen.

## Geschichte
Oberglaim wurde bereits im Jahr 891 erstmals in einer Schenkungsurkunde erwähnt. Die Pfarreigründung erfolgte wohl erst später – möglicherweise durch das inzwischen untergegangene Kloster Martinszell, das die Gegend um Oberglaim gerodet hat. Bereits 1250 lautete die Ortsbezeichnung Unser Frauen Glaim, was auf das bis heute bestehende Marienpatrozinium der Pfarrkirche (damals vermutlich Unserer Lieben Frau auf dem Berge Karmel) verweist. Im Pfarreienverzeichnis des Bistums Regensburg von 1326 wurde die Pfarrei als Glvm bezeichnet. Rog(erus) Hinr(ici) war im Jahr 1413 der erste namentlich bekannte Pfarrer von Glevm.
Bis 1228 im Besitz der Grafen von Kirchberg, kam Glaim nach dem Aussterben des Adelsgeschlechts an das herzoglich-wittelsbachische Amt Kirchberg. 1266 übergab Konrad von Moosburg und Rottenburg, der mit der damaligen Äbtissin verwandt war, Glaim (und Sittelsdorf) an das Kloster Seligenthal. Damit begann die über Jahrhunderte währende Einflussnahme des Zisterzienserinnenklosters. So wurden beispielsweise 1346 die niedere Gerichtsbarkeit und 1358 die Zehentrechte für die Pfarrei erworben. Die 1497 fertiggestellte Filialkirche in Unterglaim wurde zum Wallfahrtsziel der Seligenthaler Klosterbediensteten. Im Jahr 1573 war Oberglaim eine Hofmark des Klosters Seligenthal. Von 1798 bis zur Säkularisation 1803 übernahm das Dominikanerkloster Landshut Pfarrei und Seelsorge in Oberglaim.
Unter Pfarrer Michael Huber (1688–1699) wurde die inzwischen baufällige mittelalterliche Kirche, über deren Aussehen bis heute nichts bekannt ist, 1694/96 durch einen Neubau ersetzt. Als Baumeister konnte der Maurermeister Hans Widtmann aus Pfeffenhausen gewonnen werden, der außerdem 1710 das neue Langhaus der Filialkirche Unterglaim und 1712/14 die nahe gelegene Wallfahrtskirche Heiligenbrunn erbaute. Die Kirchweihe erfolgte am 20. August 1696. Im selben Jahr konnte der seit 1688 in Bau befindliche Pfarrhof fertiggestellt werden, der 1750 noch einmal umgebaut wurde. Als letzter Pfarrer bewirtschaftete Franz Xaver Schindlbeck (1899–1917) die 76 Tagwerk große Landwirtschaft selbst. Seit 1917 sind die Felder verpachtet und die Ökonomiegebäude ungenutzt. Der ehemalige Pfarrstadl wird seit einer umfangreichen, denkmalgerechten Sanierung, die von 1999 bis 2002 andauerte, als Pfarrheim genutzt. Bereits um 1660 wurde auf der Südseite des die Kirche umgebenden Friedhofs ein „Seelenhaus“ errichtet. Es wurde später lange Zeit als Leichenhaus genutzt und dient heute als Frammelsbergerkapelle.
Um 1700, möglicherweise im Zusammenhang mit dem Neubau der Pfarrkirche, wurde in Oberglaim eine Skapulierbruderschaft gegründet. Das Skapulierfest wurde über Jahrhunderte immer am dritten Sonntag im Juli gefeiert. 1986 wurde die Skapulierkasse aufgelöst und der Pfarrkirchenstiftung zugeschlagen.
1847 wurde auf Wunsch der Bewohner der Ort Pfarrkofen von Ergolding nach Oberglaim umgepfarrt, 1880 das sogenannte Maurerhäusl bei Gstaudach von Oberglaim nach Altdorf. Gegen Ende des 19. Jahrhunderts wurde die Pfarrkirche zweimal renoviert – zunächst 1878 und noch einmal 1888/90 –, und es wurden mehrere große Anschaffungen getätigt: 1891 die bemalten Chorfenster, 1897 der Hochaltar und 1898 die Orgel, die bis heute die Bild der Pfarrkirche prägen. 1951/52 fand erneut eine Außenrenovierung statt, 1958 eine Innenrenovierung. 1986 wurde eine neue Orgel angeschafft, 1989/96 eine weitere Innenrenovierung vorgenommen und 2006 eine Turmrenovierung durchgeführt. 2018 wurden Turmkreuz und Wetterhahn erneuert.

## Architektur

### Außenbau
Die nach Osten ausgerichtete, vollständig verputzte Saalkirche umfasst einen ein Chor mit zwei Jochen und Schluss in drei Polygonseiten sowie ein Langhaus mit vier Jochen. Der Dachfirst ist dabei nicht in einer Höhe durchgezogen, sodass Langhaus und Chor jeweils deutlich als eigenständige Baukörper hervortreten. Die Gestaltung des Außenbaus ist einheitlich mit jochtrennenden gelben Lisenen und weiß getünchten Wandrücklagen sowie einem umlaufenden Traufgesims ausgeführt. Über den hohen, rundbogig geschlossenen Fenstern sind in jedem Joch zusätzlich kreisrunde „Ochsenaugen“ vorhanden. Im südlichen Winkel zwischen Chor und Langhaus ist eine zweigeschossige Sakristei angebaut.
Auf der Westseite springt aus dem Kirchenschiff ein sechsgeschossiger, 33 Meter hoher Turm aus. Dieser wird, wie die übrigen Gebäudeteile, von Lisenen gegliedert. Die Geschosstrennung erfolgt durch Gesimse. Der viergeschossige Unterbau über quadratischem Grundriss ist am zweiten, dritten und vierten zudem mit Bogenblenden verziert, die im leicht eingezogenen Rundbogen schließen. Darüber erhebt sich ein zweigeschossiger oktogonaler Aufsatz. Das fünfte Geschoss, das die Ziffernblätter der Turmuhr enthält, wird von gebauchten Bogenblenden aufgelockert, die wiederum im leicht eingezogenen Rundbogen schließen. Das sechste und oberste Geschoss enthält den Glockenstuhl und weist allseitig im leicht eingezogenen Rundbogen schließende Schallöffnungen auf. Den oberen Abschluss bildet eine stark eingeschnürte Zwiebelhaube mit Kugel und Kreuz.

### Innenraum

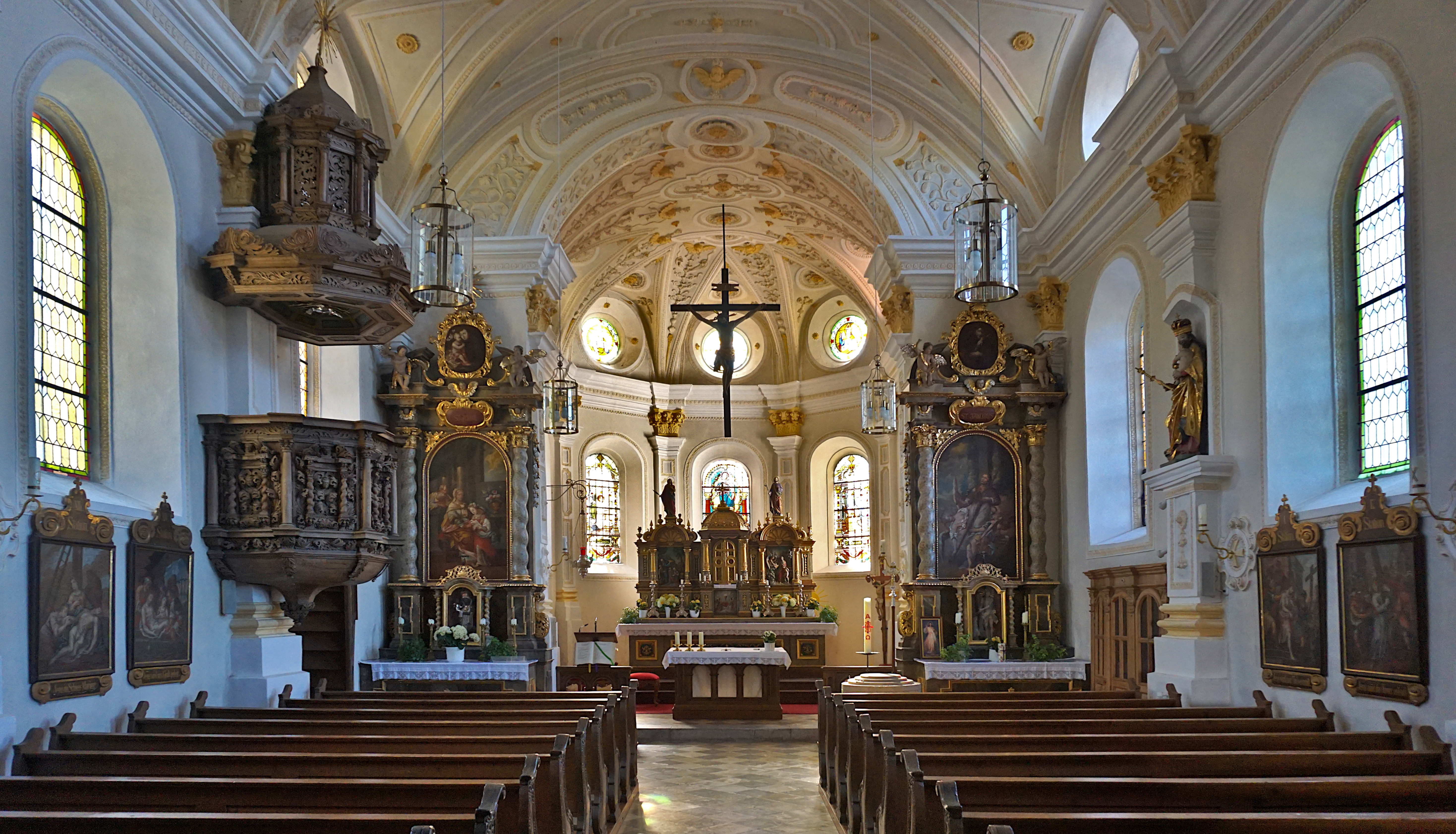
Der Innenraum

Durch das Erdgeschoss des Turmes gelangt man in den dezent stuckierten Innenraum, der so nahezu italienisch-barock anmutet. Bemerkenswert sind die einheitliche barocke Gestaltung, die klassische Proportionierung und der reiche Lichteinfall. Langhaus und Chor werden von einem Tonnengewölbe mit Stichkappen überspannt. Die Jochtrennung erfolgt durch Pilaster mit stuckierten, korinthisierenden Kapitellen, die ein mehrfach profiliertes, an den Pilastern verkröpftes Gesims tragen. Dieses ist zwischen den Rundbogenfenstern und den „Ochsenaugen“ angesetzt und umläuft den gesamten Kirchenraum. Den Übergang zwischen Chor und Langhaus vermittelt ein runder Chorbogen. Im westlichen Langhausjoch ist eine Doppelempore eingezogen, wobei das obere Geschoss die Orgel trägt. Der Fußboden ist mit Solnhofer Kalkplatten ausgelegt.

## Ausstattung
Die Ausstattung ist nur noch teilweise barock. Während Stuckaturen, Kanzel und Seitenaltäre noch auf die Erbauungszeit der Kirche zurückgehen, entstanden Hochaltar, Chorfenster und Orgelprospekt im ausgehenden 19. Jahrhundert. Dennoch ergibt sich ein harmonisches Gesamtbild, das den Eindruck eines weiten, lichten Kirchenraumes unterstreicht.

### Stuckaturen
Von besonderem Interesse sind die italienisch-barock anmutenden Stuckaturen im Innenraum. Im Zuge der Innenrenovierung 1989/96 stellte der Konservator Sixtus Lampl fest, dass dieser den Schlierseer Stuckateuren zugeschrieben werden darf – eine kunstgeschichtliche Überraschung, da Oberglaim der bisher am weitesten entfernte Wirkungsort dieser Schule ist. Die Zuweisung wird dadurch gestützt, dass die Ziegelsteine für den Kirchenneubau von Wolfgang Eham bezogen wurden – dem ältesten Vertreter der aus Schliersee stammenden Maurer und Stuckateure, der in den 1690er Jahren nach Landshut übersiedelte und auf dem Gebiet des heutigen Achdorf bzw. Kumhausen eine Ziegelei erwarb.
Von besonderem Interesse sind folgende Stuckarbeiten:
- Die östliche Stirnwand des Langhauses ist über dem Gesims bzw. dem Chorbogen mit Weinreben und -trauben in Stuckrahmenfeldern verziert.
- Die Gewölbezwickel sind mit schlank aufragenden Blumenvasen und -sträußen gestaltet.
- An den Scheitelflächen der Gewölbe sind Kreis- und Vierpassformen, die mit Rosettenblüten verziert sind, sowie zahlreiche Engelsköpfchen zu finden.
- Eine Pfeilernische an der südlichen Langhauswand, die eine spätgotische Marienfigur enthält, ist dekorativ umrahmt.

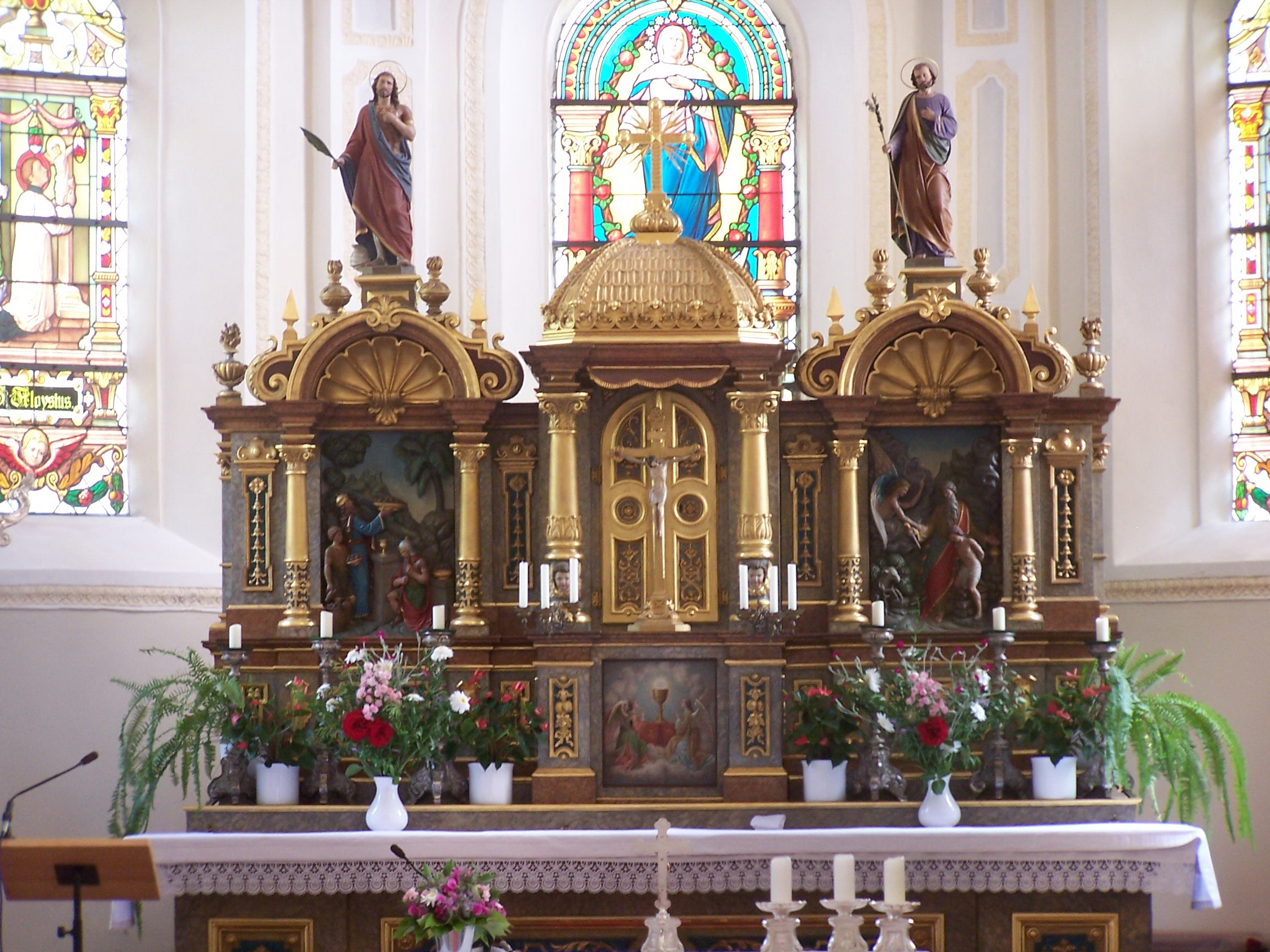
Hochaltar

### Hochaltar
Der Hochaltar, ein Tabernakelaltar aus dem späten 19. Jahrhundert, überrascht zunächst dadurch, dass er deutlich kleiner ausfällt ist als die beiden Seitenaltäre. Er wurde 1891 in Auftrag gegeben und spätestens 1895 aufgestellt. Der dreibogige Aufbau des Altares ist neobarock, die Figuren sind im Nazarenerstil ausgeführt. In der mittleren, von zwei vergoldeten Säulchen eingerahmten Partie befindet sich das Sakramentshaus. Auf der bemalten Tabernakeltür ist eine Hostie als Symbol für die Eucharistie mit zwei Anbetungsengeln dargestellt. Darüber ist eine vergoldete Aussetzungsnische angeordnet, die ebenfalls von einer goldenen Kuppel mit Kreuz bekrönt wird. In den beiden seitlichen Muschelnischen, die wiederum von vergoldeten, etwas schlankeren Säulchen flankiert werden, sind im Relief die Schaubrote des Melchisedek (links) und die Opferung Isaaks durch Abraham (rechts) dargestellt. Darüber sind auf kleinen Podesten Figuren des heiligen Josef (links) und eines Soldatenmärtyrers (rechts) angeordnet.
Bei der Aufstellung dieses Altares wurde – angeblich aufgrund von Baufälligkeit, wahrscheinlicher jedoch aus stilistischen Gründen – der ursprüngliche barocke Hochaltar entfernt. Dieser soll einen zehnsäuligen Tabernakel enthalten haben, der Mitte des 18. Jahrhunderts im Rokokostil ausgeführt wurde und nach der Entfernung aus der Kirche noch einige Zeit im „Seelenhaus“ aufgestellt war. Darüber war anstelle eines Altarblattes eine Mutter-Gottes-Statue in Seidenkleidern und Goldbrokat angeordnet sowie als Seitenfiguren die „Pestheiligen“ Rochus und Sebastian. Im Auszug befand sich eine Figurengruppe der Heiligen Dreifaltigkeit, die heute über der Sakristeitür der Peterskirche in Ergolding angebracht ist.

### Seitenaltäre
Die beiden als Pendants ausgeführten Seitenaltäre am Chorbogen besitzen barocke Aufbauten mit je zwei gewundenen Säulen und stammen noch aus der Erbauungszeit der Kirche.
Das Altarblatt des nördlichen (linken) Seitenaltares zeigt eine Darstellung der heiligen Mutter Anna mit der kindlichen Maria. Im Auszugsbild ist der heilige Antonius von Padua mit dem Jesuskind dargestellt. Der Altar wird bekrönt von einem Strahlenmedaillon mit dem Marienmonogramm. In der Predellazone befindet sich ein Schrein mit einer Nachbildung des Altöttinger Gnadenbildes, der Schwarzen Madonna.
Der südliche (rechte) Seitenaltar zeigt auf dem Altarblatt die Glorie des heiligen Jakobus. Im Oberbild ist der heilige Franziskus dargestellt. Der Altar wird bekrönt von einem Strahlenmedaillon mit dem Jesusmonogramm. Im Predellaschrein ist der gegeißelte Heiland dargestellt.

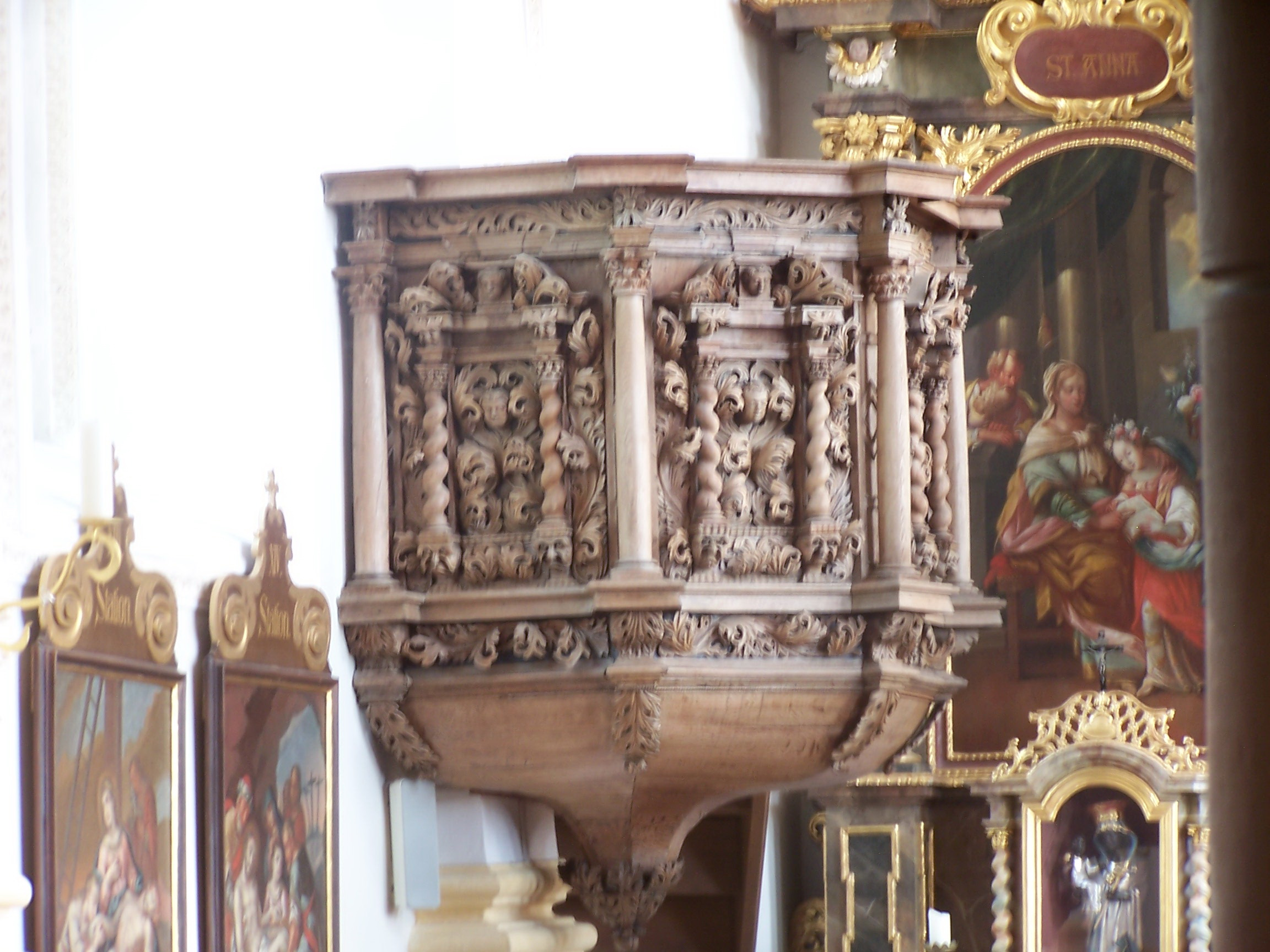
Korpus der barocken Kanzel

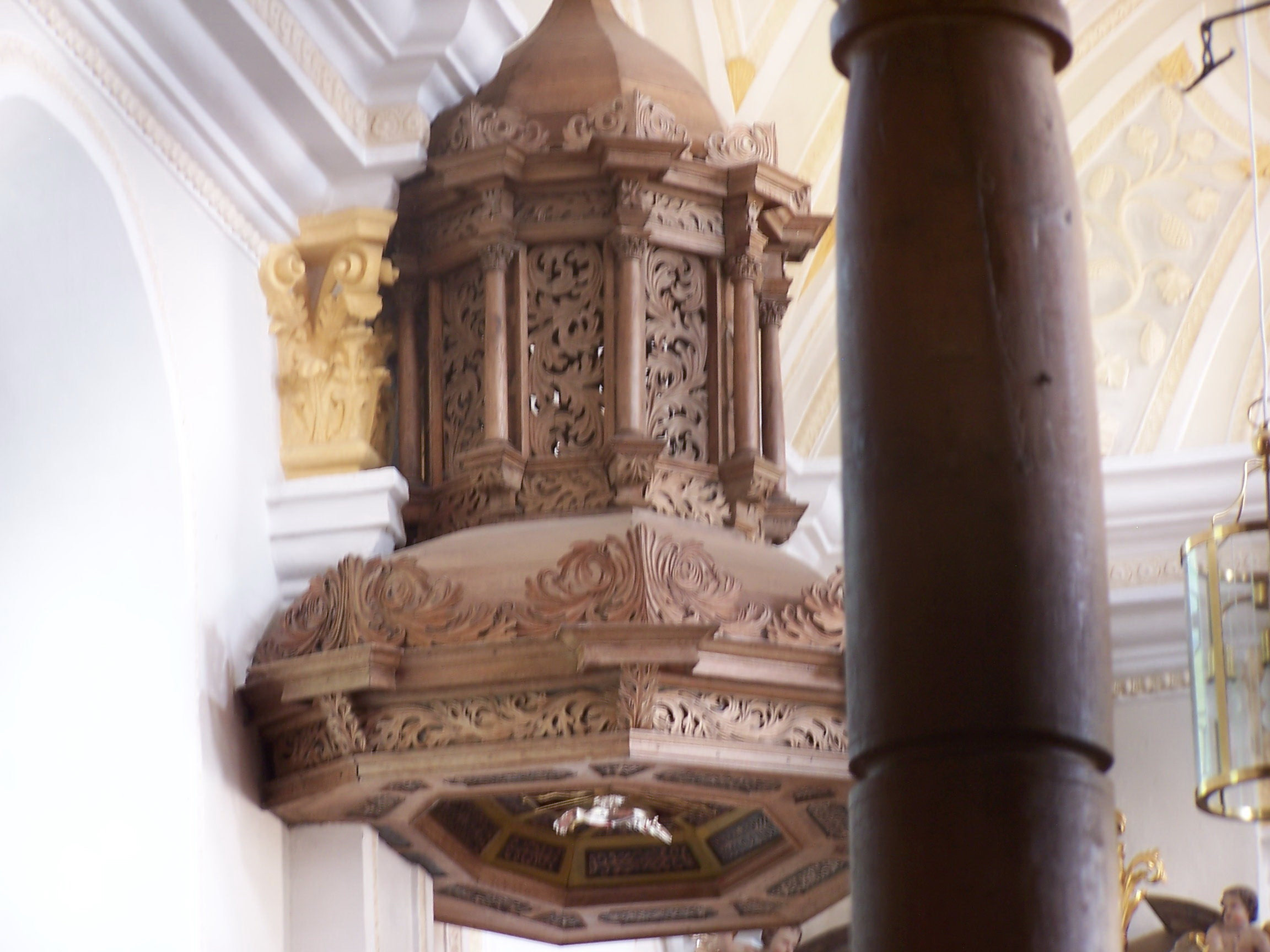
Schalldeckel der barocken Kanzel

### Kanzel
Höhepunkt der Ausstattung ist die barocke Kanzel aus der Zeit um 1700, die auf der Evangelienseite angebracht ist. Sie wirkt angesichts der Dimensionen des Baus fast zu groß, was die Vermutung nahelegt, dass sie ursprünglich für eine andere Kirche geschaffen wurde. Der Aufbau des Schalldeckels reicht bereits in die Wölbungszone hinein. Kanzelkorb und Schalldeckel sind aus Eichenholz geschnitzt und weisen äußerst qualitätvolle und filigrane Ornamentik auf. Ursprünglich war die Kanzel außerdem dunkel wie Ebenholz gefasst und reich vergoldet. Als ursprünglicher Standort kommt die Klosterkirche Seligenthal in Frage, zumal Oberglaim jahrhundertelang im Besitz des Klosters war. Die Kanzel könnte im Zuge der Umgestaltung der Klosterkirche in den 1730er Jahren entfernt und nach Oberglaim übertragen worden sein.
Der polygonale Korpus, der mit glatten und gewundenen Säulchen verziert ist, weist reiches Akanthusornament und Schnitzereien der guten und bösen Geister auf. Die guten Geister sind in Form von Engelsköpfchen dargestellt, die bösen Geister, die Worte des Verderbens unter die Menschen aussäen, in Gestalt von Fratzen, die nun dienen, in diesem Fall Säulen tragen müssen.

### Taufstein
Das älteste Ausstattungsstück der Kirche ist der gotische Taufstein aus Kalkstein, der wohl aus der Vorgängerkirche übernommen wurde. Er besteht aus einem quadratischen Fuß, einem Schaft und einem runden Becken, das mit Maßwerkblenden verziert ist. Am Rand des Beckens ist in gotischen Majuskeln die alt- bzw. mittelhochdeutsche Inschrift WELICH.CHINT.MAN.TOPHET.DIESEN.SINT.IN.DAS.BIB.TAN.DER.SELIGEN („Welch Kind man tauft diese sind in das Buch dann der Seligen“) eingemeißelt. Der Taufstein ist 90 Zentimeter hoch, das Becken hat einen Durchmesser von 72 Zentimetern. Auf dem Deckel befindet sich eine ungefasste barocke Holzgruppe der Taufe Christi. Das Schnitzwerk aus Lindenholz wird dem Landshuter Rokoko-Bildschnitzer Christian Jorhan d. Ä. zugeschrieben.

### Glasfenster
Der niedrige Hochaltar gibt die Sicht auf die 1891 angeschafften Chorfenster mit Glasmalereien frei. Auf den drei Rundbogenfenstern sind die heilige Theresia (links), Maria (Mitte) und Aloisius (rechts) dargestellt. Die „Ochsenaugen“ enthalten Darstellungen der Heiligen Dreifaltigkeit und schlagen somit thematisch die Brücke zu dem barocken Hochaltar an, der zum Anschaffungszeitpunkt der Glasfenster gerade abgebaut worden war.

### Übrige Ausstattung
Der Kreuzwegzyklus wurde 1741 von Georg Franz Vischer aus Landshut in Öl auf Leinwand gemalt. Auf der 14. Station befindet sich seine Signatur. Um 1900 wurden neobarocke Volutenkonsolen und -aufsätze ergänzt. Das geschnitzte Chorbogenkruzifix ist ebenfalls barock, aber etwas älter als der Kreuzweg. Es befand sich früher an der Außenwand des Pfarrstadls und wurde erst 1973 nach einer Restaurierung in der Kirche angebracht.
In einer Pfeilernische an der südlichen Langhauswand befindet sich eine beinahe lebensgroße spätgotische Figur aus dem frühen 16. Jahrhundert, die Mittelfigur des früheren gotischen Hochaltares. Dargestellt ist die Mutter Gottes als „Mondsichelmadonna“ mit dem nackten Jesuskind auf dem linken Arm und einem Zepter in der Rechten. Beim Aufgang zur Kanzel befindet sich ein Epitaph für Pfarrer Michael Huber († 1699), den Erbauer der heutigen Pfarrkirche. Es trägt die Inschrift: Wohlgeborener Michael Huber, welcher im 12. Jahrs alda zu Glaim als Pfarrer der schon in dem 48 igsten Jahr im Alters selig im Herrn entschlafen ist. Anno 1699 den 21. April zwischen eins und zwei Uhr nachmittag, dem Gott samt allen Christgläubigen Seelen die Ewige Ruhe und frohe Auferstehung verleihen wollte. Amen.
An der Südwand des Langhauses befinden sich außen eine Ölberggruppe und eine Darstellung des Christus in der Rast, beide aus Sandstein und stark beschädigt. Die Darstellungen sind spätgotisch und wurden im frühen 16. Jahrhundert geschaffen.

## Orgel

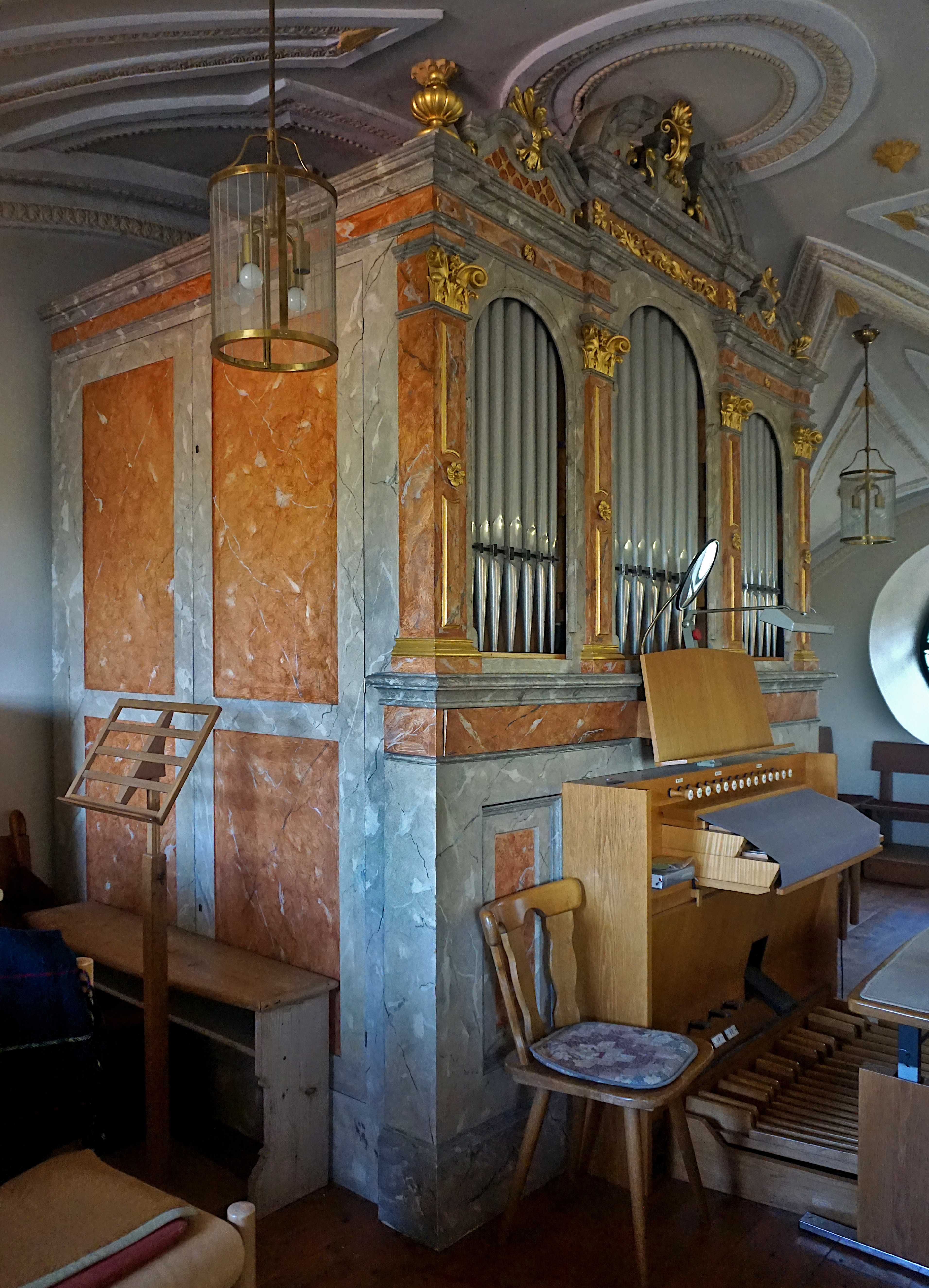
Orgel

Im Jahr 1898 erbaute Willibald Siemann aus Regensburg für die Oberglaimer Pfarrkirche eine Orgel mit neun Registern auf pneumatischen Kegelladen. Sie umfasste ein Manual und Pedal. Dieses Instrument wurde 1986 durch eine neue Orgel von Ekkehard Simon aus Landshut ersetzt, die hinter dem bestehenden Prospekt eingebaut wurde. Das Schleifladeninstrument mit mechanischen Spiel- und Registertrakturen umfasst 818 Pfeifen, verteilt auf 14 Register auf zwei Manualen und Pedal.
Die Disposition der Siemann-Orgel lautete wie folgt:
| Manual C–f3 |            |       |
| 1.          | Principal  | 8′    |
| 2.          | Salicional | 8′    |
| 3.          | Gamba      | 8′    |
| 4.          | Gedackt    | 8′    |
| 5.          | Octav      | 4′    |
| 6.          | Flöte      | 4′    |
| 7.          | Mixtur III | 2 ⁄3′ |

| Pedal C–d1 |           |     |
| 8.         | Subbaß    | 16′ |
| 9.         | Violonbaß | 08′ |

- Koppeln: I/P
- Spielhilfe: Tutti

Die Disposition der Simon-Orgel lautet folgendermaßen:
| I. Manual C–g3 |                  |       |
| 1.             | Metallflöte      | 8′    |
| 2.             | Prinzipal        | 4′    |
| 3.             | Quinte           | 2 ⁄3′ |
| 4.             | Blockflöte       | 2′    |
| 5.             | Scharfmixtur III | 1′    |

| II. Manual (schwellbar) C–g3 |              |       |
| 6.                           | Holzgedackt  | 8′    |
| 7.                           | Gambetta     | 4′    |
| 8.                           | Traversflöte | 4′    |
| 9.                           | Prinzipal    | 2′    |
| 10.                          | Sifflöte     | 1 ⁄3′ |
| 11.                          | Oktävlein    | 1′    |

| Pedal C–f1 |           |     |
| 12.        | Subbaß    | 16′ |
| 13.        | Violonbaß | 08′ |
| 14.        | Choralbaß | 04′ |

- Koppeln: II/I, I/P, II/P

## Glocken
Die drei historischen Glocken, die man 1655, 1676 und 1747 in Landshut gießen ließ, wurden im Zweiten Weltkrieg eingezogen. Bereits 1947 erhielt die Oberglaimer Pfarrkirche drei neue Glocken aus der Landshuter Werkstatt von Johann Hahn:
| Nr. | Name                          | Gussjahr | Gießer                | Gewicht [kg] | Schlagton | Aufschrift                                                        | Reliefs    |
| --- | ----------------------------- | -------- | --------------------- | ------------ | --------- | ----------------------------------------------------------------- | ---------- |
| 1.  | Mutter-Gottes-Glocke          | 1947     | Johann Hahn, Landshut | 550          | fis1      | Maria breit den Mantel aus, mach Schirm und Schild für uns daraus | St. Maria  |
| 2.  | Josephs-Glocke                | 1947     | Johann Hahn, Landshut | 343          | a1        | St. Joseph, oh verlaß uns nicht, wenn unser Aug im Tode bricht    | St. Joseph |
| 3.  | Leonhard- und Wendelin-Glocke | 1947     | Johann Hahn, Landshut | 240          | h1        | Hl. Leonhard und Wendelin, bittet für uns                         | -          |

## Lage und Umgebung
Die Pfarrkirche Mariä Himmelfahrt liegt auf einer Anhöhe oberhalb des Feldbachtals und des Dorfes Oberglaim. Daher ist sie weithin sichtbar, zum Beispiel auf der Staatsstraße 2143 von Landshut kommend. Das Gotteshaus ist von dem rund 3700 Quadratmeter großen Friedhof umgeben, der sich im Eigentum der Pfarrkirchenstiftung Oberglaim befindet und von der Marktgemeinde Ergolding verwaltet wird.

### Frammelsbergerkapelle
Südlich der Pfarrkirche, aber noch innerhalb der Friedhofsummauerung, befindet sich die Frammelsbergerkapelle. Sie enthält zwei Bronzetafeln, die an den ehemaligen Oberglaimer Pfarrer und NS-Widerstandskämpfer Max Frammelsberger (1880–1944) erinnern.
Die heutige Frammelsbergerkapelle wurde um 1660 als „Seelenhaus“ erbaut und wurde als Leichenhaus genutzt. Im Jahr 1870 wurde die inzwischen stark baufällige Kapelle renoviert und diente fortan als Anbetungskapelle für die Mutter Gottes. Zu der Marienfigur aus dem 19. Jahrhundert gesellte sich eine Figur des heiligen Konrad von Parzham, die 1934 unmittelbar nach dessen Heiligsprechung ergänzt worden war. 1950 wurde die Kapelle erneut zum Leichenhaus umfunktioniert, verlor diese Funktion aber wieder, als 1970 im Zuge einer Friedhofserweiterung ein neues Leichenhaus nördlich der Pfarrkirche erbaut wurde. Seit einer Renovierung im Jahr 1989 dient die Kapelle wieder der Anbetung der Mutter Gottes und des heiligen Konrad. Außerdem wird mittels zweier Bronzetafeln an das Wirken von Pfarrer Max Frammelsberger erinnert. Damals erhielt die Kapelle auch ihren heutigen Namen. 2020 wurde die Frammelsbergerkapelle erneut außen und innen renoviert.
Das Grab Frammelsbergers befindet sich am westlichen Friedhofseingang auf der rechten Seite. Es wird seit 1944 von der Dorfbevölkerung liebevoll gepflegt. Jährlich um den Todestag des ehemaligen Pfarrers am 16. Januar wird in der Pfarrkirche ein Gedenkgottesdienst mit anschließendem Gebet am Grab abgehalten.

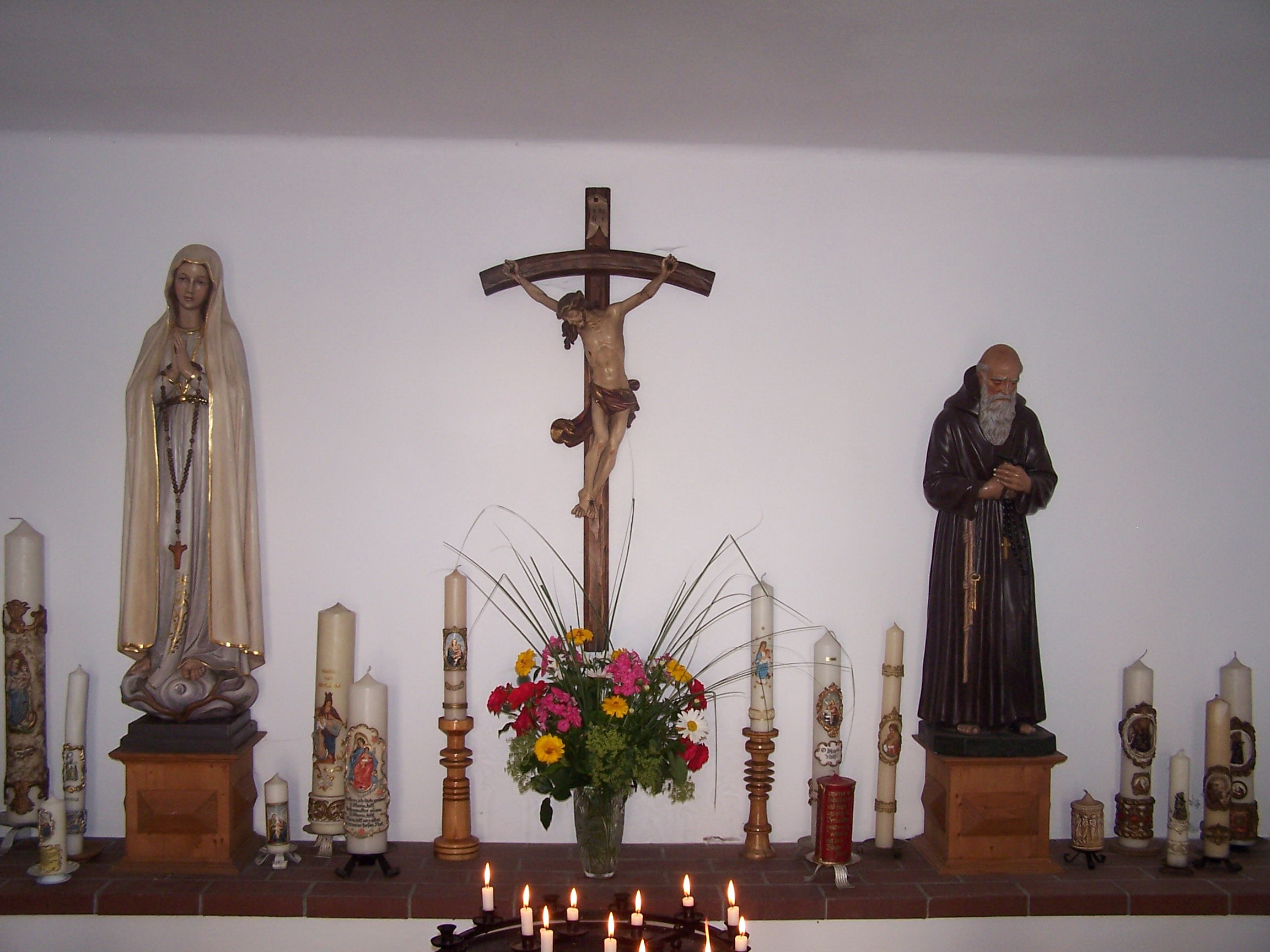
Innenraum der Frammelsbergerkapelle
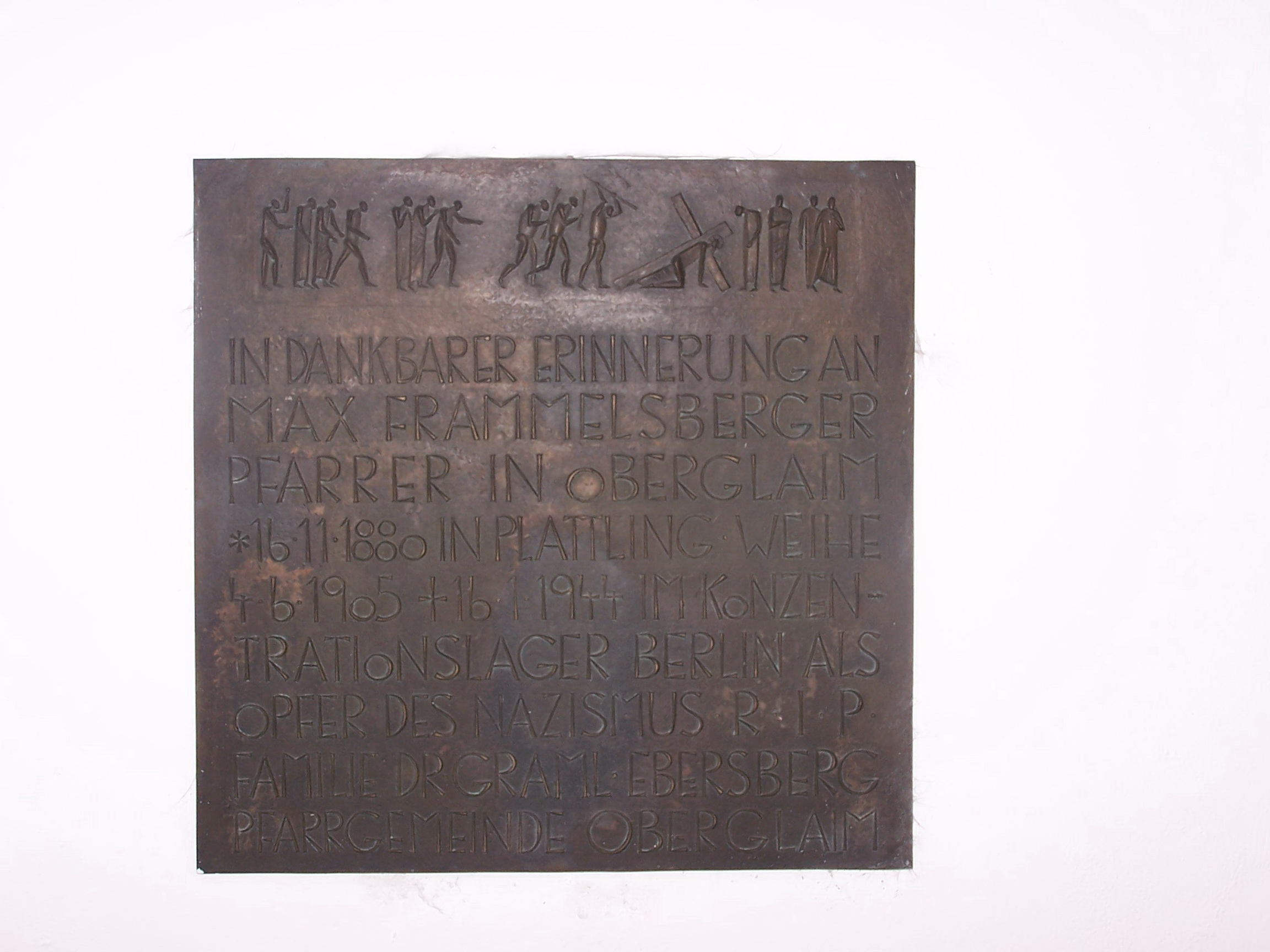
Inschrifttafel zum Gedanken an Frammelsberger
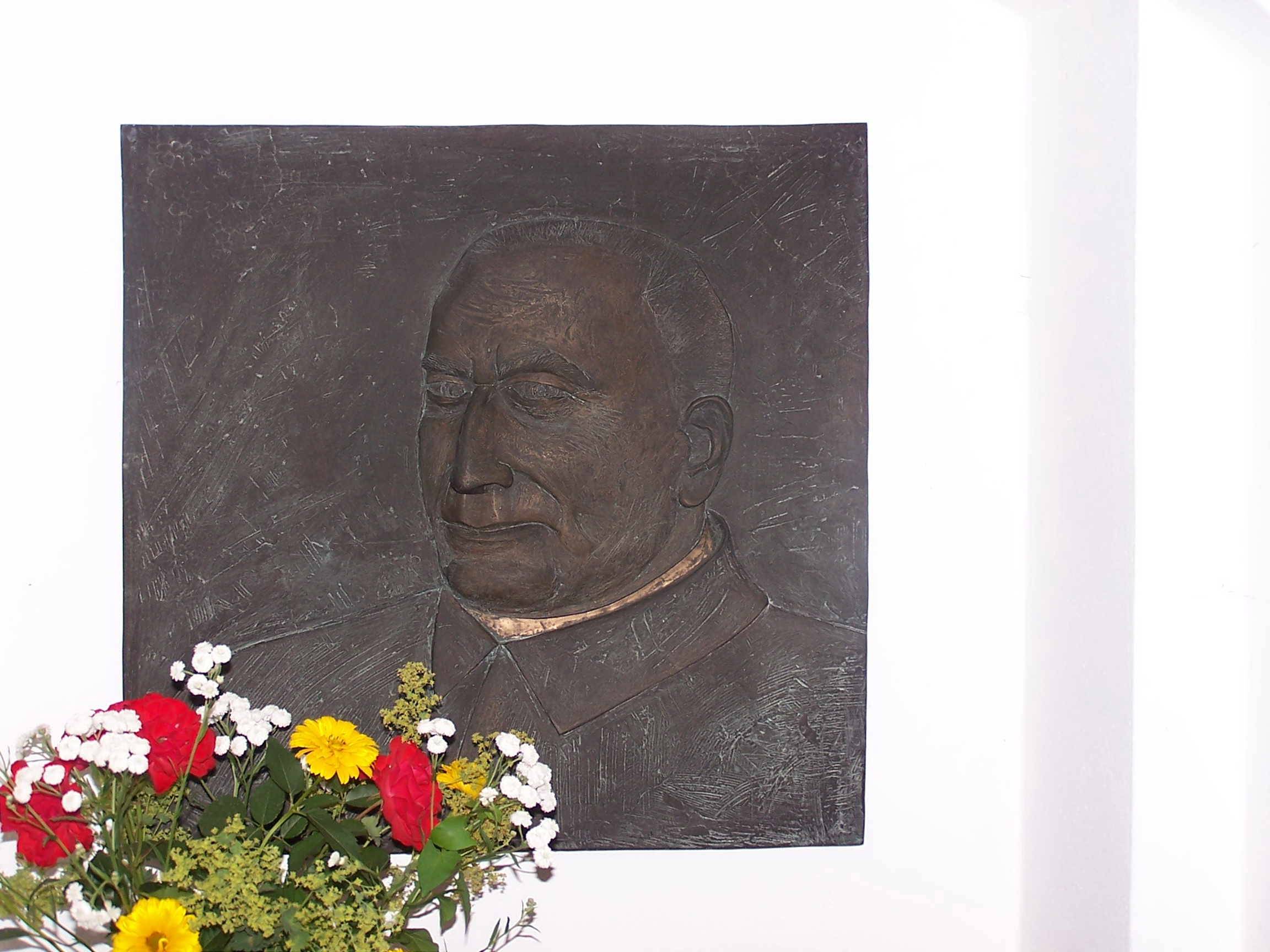
Bronzerelief Frammelsbergers